# Cyrtanthus brachysiphon
Cyrtanthus brachysiphon là một loài thực vật có hoa trong họ Amaryllidaceae. Loài này được Hilliard & B.L.Burtt mô tả khoa học đầu tiên năm 1986.